# Judaist
Je znanstvenik, ki deluje na področju judovstva in judovske kulture. Lahko označuje tudi osebo, ki verjame v judovsko vero ali prakticira judovstvo.
V Sloveniji je judovstvo predmet preučevanja na katedri za Sveto pismo in judovstvo, Teološke fakultete v Ljubljani in Mariboru.
1. ↑  »Judaist«. {{navedi revijo}}: Sklic magazine potrebuje|magazine= (pomoč)
2. ↑  »Katedra za Sveto pismo in judovstvo«. Teološka fakulteta (v ameriški angleščini). Pridobljeno 19. septembra 2020.